# أبوسوم إيميليا قصير الذيل
أبوسوم إيميليا قصير الذيل (الاسم العلمي:Monodelphis emiliae)، هو نوع من الأبوسوم يتواجد في بوليفيا والبرازيل وبيرو.